# Elisa Mendoza Tenorio

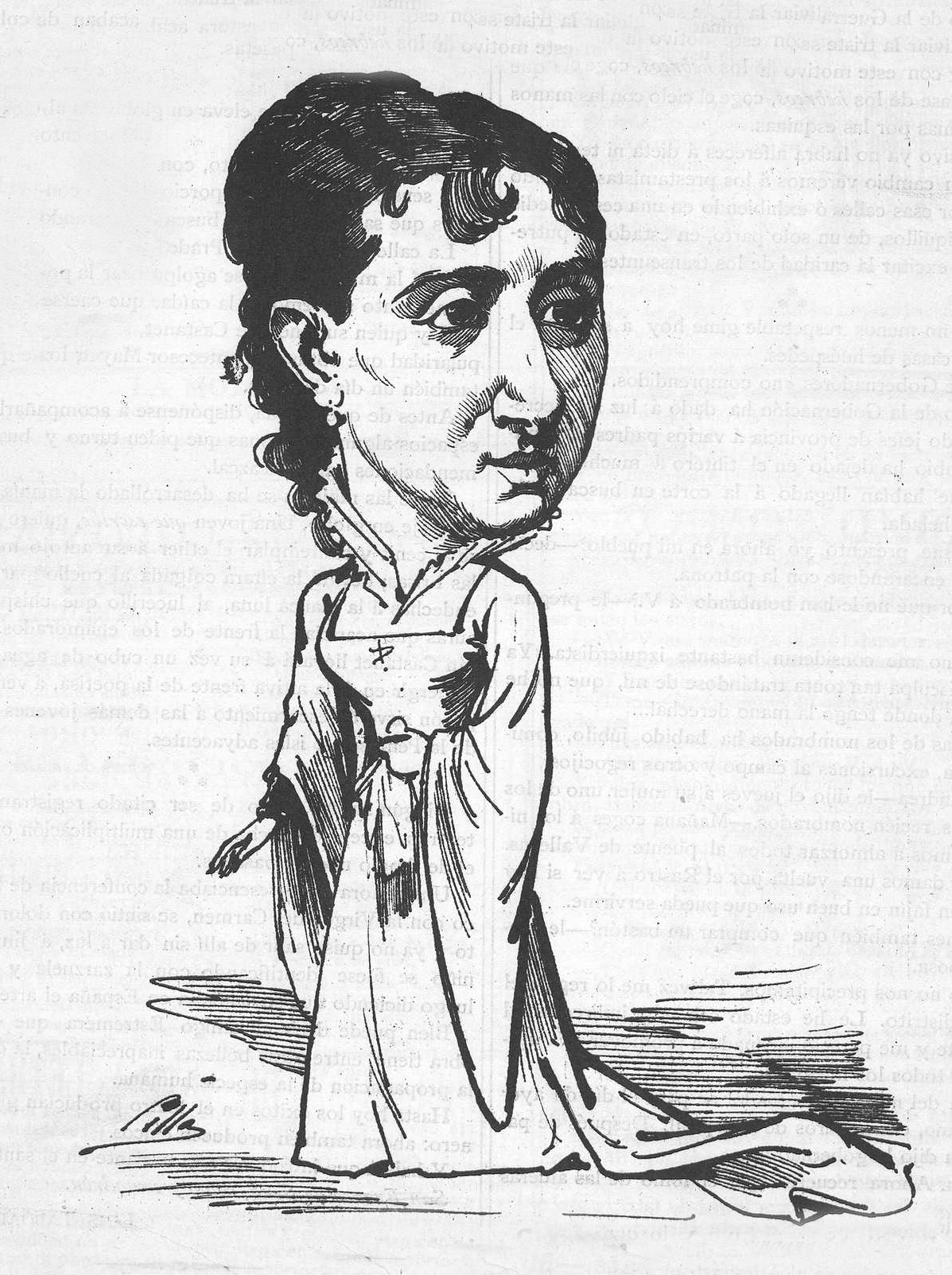
Retratada por Ramón Cilla (Madrid Cómico, 1883)

Elisa Mendoza Tenorio (Barcelona, 1856-Madrid, 26 de diciembre de 1929) fue una actriz española del siglo xix, habitual en las compañías titulares del Teatro Español y el Teatro de la Comedia, ambos en Madrid.
Hija de un apuntador y de la actriz cómica Rosita Tenorio. Discípula aventajada de Matilde Díez, y continuadora en las tablas de Teodora Lamadrid y Elisa Boldún, destacó en la comedia aunque también participó en el repertorio de conocidos dramas románticos como Los amantes de Teruel, Don Juan Tenorio o El vergonzoso en palacio, y en piezas de la dramaturgia decimonónica española como Un drama nuevo, La niña boba, Redimir al cautivo, La bola de nieve, Lo positivo y La Fornarina; o encarnando la Margarita de La muerte en los labios, la Beatriz de El seno de la muerte, la Martina de La mariposa, la Sucel de El amigo Fritz, la Petra de La pasionaria , la Teodora de El gran galeoto o la Consuelo de la obra homónima de López de Ayala.
Prometida de Adelardo López de Ayala hasta la muerte del escritor en 1879, se casó más tarde con el pediatra Manuel Tolosa Latour, y dejó la escena, quedando viuda en 1919.
Para Narciso Díaz de Escobar y Francisco Lasso de la Vega, Elisa Mendoza era «sobresaliente en los largos parlamentos del teatro antiguo, que puestos en sus labios adormecen como los ecos de música lejana en la hora crepuscular,o como el girar del céfiro y el murmullo de las aguas en plácida tarde estival».